# Belonium phragmitis
Belonium phragmitis är en svampart som tillhör divisionen sporsäcksvampar, och som beskrevs av John Axel Nannfeldt. Belonium phragmitis ingår i släktet Cejpia, och familjen Dermateaceae. Arten är reproducerande i Sverige.